# Engelschhoek
Engelschhoek is een zandplaat ten westen van het Friese waddeneiland Terschelling. Gezien de grootte is Engelschhoek geen eiland te noemen. De zandplaat ligt ten oosten van het Zeegat van Terschelling. Het is onbewoond en is het terrein van strijd tussen de visserij op kokkels en mosselzaad enerzijds en de bescherming van de grijze zeehonden anderzijds. De zandplaat is ongeveer 1 kilometer lang (noord-zuid) en 100 meter breed (west-oost).
Engelschhoek wordt van de westpunt van Terschelling, Noordsvaarder, gescheiden door de geul Boomkensdiep. Deze geul verzandt/verlandt door de zandbeweging langzaam en in de toekomst zal Engelschhoek waarschijnlijk vastgroeien aan Noordsvaarder/Terschelling.